# Rezerwat przyrody Dęby w Krukach Pasłęckich
Rezerwat przyrody Dęby w Krukach Pasłęckich – rezerwat leśny położony w województwie warmińsko-mazurskim, gminie Pasłęk, około 2 km na północny zachód od miejscowości Kwitajny. Został ustanowiony w 1960 roku. Zajmuje powierzchnię 9,77 ha (akt powołujący podawał 9,23 ha).
Las – grąd naturalny z występującymi tu dębami szypułkowymi (ponad 270 lat). Występują także: lipa drobnolistna, grab (ponad 100 lat).